# Marte Olsbu Røiseland
Marte Olsbu Røiseland, född 7 december 1990, är en norsk skidskytt.
Olsbu Røiseland har haft stora framgångar i världsmästerskap. Hon ingick i det norska lag som vann guld i damernas stafett vid VM 2016 och i laget som tog brons i mixstafett. På VM i Östersund 2019 ingick hon i damernas stafettlag, mixedstafettlaget och singelmixedstafettlaget som alla tog guld. På VM i Antholz 2020 tog hon medalj i samtliga sju tävlingar, varav fem guld och två brons.
Den 14 mars 2023 meddelade hon att hon avslutar skidskyttekarriären efter säsongen 2022–2023.

## Resultat

### Pallplatser i världscupen

#### Individuellt
Olsbu Røiseland har 28 individuella pallplatser i världscupen: 13 segrar, 5 andraplatser och 10 tredjeplatser.
| Säsong  | Datum            | Plats                | Disciplin          | Placering |
| ------- | ---------------- | -------------------- | ------------------ | --------- |
| 2015/16 | 17 mars 2016     | Chanty-Mansijsk      | Sprint (7,5 km)    | 3:a       |
| 2016/17 | 9 december 2016  | Pokljuka             | Sprint (7,5 km)    | 3:a       |
| 2017/18 | 3 december 2017  | Östersund            | Jaktstart (10 km)  | 3:a       |
| 2018/19 | 21 december 2018 | Nové Město na Moravě | Sprint (7,5 km)    | 1:a       |
| 2018/19 | 22 december 2018 | Nové Město na Moravě | Jaktstart (10 km)  | 1:a       |
| 2018/19 | 24 januari 2019  | Antholz              | Sprint (7,5 km)    | 3:a       |
| 2018/19 | 14 februari 2019 | Soldier Hollow       | Sprint (7,5 km)    | 1:a       |
| 2019/20 | 1 december 2019  | Östersund            | Sprint (7,5 km)    | 2:a       |
| 2019/20 | 9 januari 2020   | Oberhof              | Sprint (7,5 km)    | 1:a       |
| 2019/20 | 12 januari 2020  | Oberhof              | Masstart (12,5 km) | 3:a       |
| 2019/20 | 14 februari 2020 | Antholz (VM)         | Sprint (7,5 km)    | 1:a       |
| 2019/20 | 16 februari 2020 | Antholz (VM)         | Jaktstart (10 km)  | 3:a       |
| 2019/20 | 18 februari 2020 | Antholz (VM)         | Distans (15 km)    | 3:a       |
| 2019/20 | 23 februari 2020 | Antholz (VM)         | Masstart (12,5 km) | 1:a       |
| 2020/21 | 29 november 2020 | Kontiolax            | Sprint (7,5 km)    | 2:a       |
| 2020/21 | 6 december 2020  | Kontiolax            | Jaktstart (10 km)  | 2:a       |
| 2020/21 | 13 december 2020 | Hochfilzen           | Jaktstart (10 km)  | 1:a       |
| 2020/21 | 18 december 2020 | Hochfilzen           | Sprint (7,5 km)    | 3:a       |
| 2020/21 | 20 december 2020 | Hochfilzen           | Masstart (12,5 km) | 1:a       |
| 2020/21 | 9 januari 2021   | Oberhof              | Jaktstart (10 km)  | 2:a       |
| 2021/22 | 28 november 2021 | Östersund            | Sprint (7,5 km)    | 3:a       |
| 2021/22 | 28 november 2021 | Östersund            | Jaktstart (10 km)  | 1:a       |
| 2021/22 | 10 december 2021 | Hochfilzen           | Sprint (7,5 km)    | 3:a       |
| 2021/22 | 12 december 2021 | Hochfilzen           | Jaktstart (10 km)  | 1:a       |
| 2021/22 | 16 december 2021 | Annecy               | Sprint (7,5 km)    | 1:a       |
| 2021/22 | 7 januari 2022   | Oberhof              | Sprint (7,5 km)    | 1:a       |
| 2021/22 | 9 januari 2022   | Oberhof              | Jaktstart (10 km)  | 1:a       |
| 2021/22 | 12 januari 2022  | Ruhpolding           | Sprint (7,5 km)    | 2:a       |

### Ställning i världscupen
| Säsong  | Totalt | Totalt | Distans | Distans | Sprint | Sprint | Jaktstart | Jaktstart | Masstart | Masstart |
| Säsong  | Poäng  | Plac.  | Poäng   | Plac.   | Poäng  | Plac.  | Poäng     | Plac.     | Poäng    | Plac.    |
| ------- | ------ | ------ | ------- | ------- | ------ | ------ | --------- | --------- | -------- | -------- |
| 2012/13 | 13     | 81:a   | 13      | 51:a    | –      | –      | –         | –         | –        | –        |
| 2013/14 | 110    | 53:e   | –       | –       | 47     | 53:e   | 63        | 42:a      | –        | –        |
| 2014/15 | 152    | 44:e   | 0       | –       | 75     | 44:e   | 77        | 29:e      | –        | –        |
| 2015/16 | 352    | 22:a   | 8       | 56:e    | 139    | 22:a   | 141       | 19:e      | 64       | 25:e     |
| 2016/17 | 553    | 12:e   | 39      | 29:e    | 172    | 14:e   | 236       | 7:e       | 106      | 16:e     |
| 2017/18 | 450    | 14:e   | 46      | 14:e    | 115    | 21:a   | 131       | 14:e      | 158      | 8:e      |
| 2018/19 | 855    | 4:e    | 67      | 13:e    | 326    | 3:e    | 312       | 2:a       | 161      | 4:e      |
| 2019/20 | 597    | 5:e    | 99      | 6:e     | 248    | 4:e    | 104       | 14:e      | 146      | 8:e      |
| 2020/21 | 963    | 2:a    | 38      | 31:a    | 304    | 2:a    | 319       | 2:a       | 175      | 4:e      |
| 2021/22 |        |        |         |         |        |        |           |           |          |          |

### Olympiska spel
| Tävling          | Distans | Sprint | Jaktstart | Masstart | Stafett | Mixedstafett |
| ---------------- | ------- | ------ | --------- | -------- | ------- | ------------ |
| Pyeongchang 2018 | 71:a    | Silver | 4:e       | 8:e      | 4:e     | Silver       |
| Peking 2022      | Brons   | Guld   | Guld      |          |         | Guld         |

### Världsmästerskap
| Tävling         | Distans | Sprint | Jaktstart | Masstart | Stafett | Mixstafett | Singelmix |
| --------------- | ------- | ------ | --------- | -------- | ------- | ---------- | --------- |
| Kontiolax 2015  | –       | 31:a   | 42:a      | –        | 5:a     | –          | i.u.      |
| Oslo 2016       | 42:a    | 11:e   | 16:e      | 7:e      | Guld    | Brons      | i.u.      |
| Hochfilzen 2017 | 58:e    | 54:e   | 16:e      | 29:e     | 11:e    | 8:e        | i.u.      |
| Östersund 2019  | 23:e    | 25:e   | 4:e       | 7:e      | Guld    | Guld       | Guld      |
| Antholz 2020    | Brons   | Guld   | Brons     | Guld     | Guld    | Guld       | Guld      |
| Pokljuka 2021   | 20:e    | 6:e    | 9:e       | 4:e      | Guld    | Guld       | –         |